# Trieste
För andra betydelser, se Trieste (olika betydelser).
Trieste, slovenska och kroatiska Trst, samt tyska (och i äldre svensk litteratur) Triest, är en stad och kommun i regionen Friuli-Venezia Giulia i nordöstra Italien, nära gränsen till Slovenien. Trieste var tidigare huvudort för provinsen Trieste som upphörde 2017. Staden tillhörde 1382–1918 den habsburgska monarkin och blev under 1700- och 1800-talen rikets viktigaste hamnstad. Trieste var länge en mångkulturell stad. Omkring år 1900 bodde 120 000 italienare, 52 000 slovener och 12 000 österrikare i Trieste. Dessutom fanns här ytterligare 37 000 människor från många andra länder, inte minst från Balkan. Till de mest framträdande grupperna inom handeln hörde judar och greker. 
Sedan slutet av första världskriget har Trieste tillhört Italien.

## Historia

### Tidig historia
Namnet, Tergeste under antiken, kan troligen härledas till de slaviska orden terg och este, marknad och stad, men har också föreslagits komma från latinets tergestum, ”staden som tre gånger har rest sig ur askan”. År 177 f.Kr. intog Rom det som då var en kustby befolkad av ”illyrier” som sysslade med fiske och handel. Byn blev år 46 f.Kr. en romersk koloni. Romarna byggde en hamn, försvarsanläggningar, vägar och akvedukter. I Tergeste handlades med salt, vin och olivolja. Från baltiska länder kom bärnsten. Vid katedralen San Giusto (efter stadens skyddshelgon, Sankt Justus) finns rester från stadens antika forum.
På 500-talet blev Trieste ett biskopssäte, år 568 angrep och plundrade langobarder staden och 948 blev Trieste självständigt från Rom. Det var då en välmående stad. Rika patricier ägde palats i staden och lantegendomar i omlandet. Trieste hade återkommande konflikter med grannstaterna Ljubljana och framför allt Venedig och sökte därför beskydd hos det habsburgska riket i norr. 1382 blev Trieste en del av riket, om än med stort självbestämmande. 

### Habsburgska monarkin 1382–1918
På 1300-talet var Trieste nästan helt italiensktalande men på landsbygden dominerade slovenska. Judisk närvaro i staden är känd sedan 1200-talet. När det osmanska riket expanderade på 1400- och 1500-talen sökte sig även andra slavisktalande till området. Det rådde tämligen stor religiös och kulturell tolerans i Trieste med omnejd och det var vanligt med såväl tvåspråkighet som med giftermål mellan italienare och slovener. Judar behandlades sämre än icke-judar, men oftast bättre än på andra håll i Europa. När kejsar Josef II på 1770-talet avskaffade många bestämmelser som diskriminerade judar påverkades knappast situationen i Trieste; judarna här hade aldrig varit drabbade av reglerna. De kommande århundradena fortsatte konflikterna med Venedig, som var den dominerande makten i Adriatiska havet, men det förekom också fredlig handel mellan länderna. Från Trieste fördes det ut trä, järn, stål, bly och kvicksilver. Utvinning av salt från havet var fortsatt en viktig näring. Mot slutet av 1600-talet fanns troligen cirka 5 000 invånare.
1719 blev början till Triestes storhetstid då Österrike, dvs det habsburgska riket, satsade på att utveckla staden på olika sätt. Trieste fick status som frihamn. Verksamheter med koppling till handel tog fart, såsom skeppsmäkleri, bank- och försäkringsverksamhet och skeppsbyggande. En ny stadsdel byggdes, Borgo Teresiano efter kejsarinnan Maria Teresia (1717–1780), med ett välordnat rutnät av gator och byggnader i nyklassicism. Hamnen utvidgades och fick ett fyrtorn vid inloppet. Invandring uppmuntrades och staden blev mångkulturell. Förvaltningsspråket var tyska men det dominerande affärsspråket italienska.
Kring sekelskiftet 1800 var det oroliga tider i Europa. Trieste ockuperades tre gånger av franska styrkor, en gång under ledning av Jean Baptiste Bernadotte. Han skulle senare bli kung i Sverige under namnet Karl XIV Johan.
Vid mitten av 1800-talet stod Trieste på sin höjdpunkt. På 1850-talet förbands Trieste med inlandet med järnväg och staden blev alltmer en transithamn för varor på väg till eller från Centraleuropa. Hamnen var en av de största i Medelhavet räknat i varornas värde. Kulturlivet blomstrade, liksom caféerna. I Europa var det en tid av nationellt uppvaknande. Italien enades och olika folkslag runtom i det habsburgska riket krävde ökad självständighet. Dessa tendenser fanns till en början inte i det välmående Trieste. Trots sin övervägande "italienskhet" i språk och kultur ville befolkningen bevara sin habsburgska tillhörighet. Staden hade blivit multietnisk och den var också i hög grad beroende av förbindelserna med Centraleuropa. För sin trofasthet mot kronan blev Trieste officiellt utnämnt till Urbs Fidelissima, "mycket trofast stad".
Mot slutet av 1800-talet nåddes även Trieste av irredentism, en strävan, både i Trieste och i Italien, att staden skulle förenas med Italien. Det uppstod spänningar mellan den italienska och den slovenska befolkningen. Kraftig invandring under lång tid hade lett till trångboddhet. Befolkningen ökade från 108 000 år 1859 till 176 000 år 1890. Dåliga sanitära förhållanden gjorde att kolera och tuberkulos kunde spridas. Alkoholmissbruk blev vanligare, liksom självmord. När första världskriget bröt ut 1914 hade läget stabiliserats men Triestes storhetstid var förbi. Italien trädde in i kriget 1915 efter en hemlig överenskommelse med västmakterna om att Trieste skulle tillfalla Italien. Så blev också fallet. I november 1918 ockuperade italienska trupper Trieste och i ett fördrag med Jugoslavien 1920 blev även hela Istrien italienskt. På tvåhundra år hade Trieste då gått från att vara en småstad med 7 000 invånare till att bli en internationell hamnstad med 220 000 invånare.

### Mellankrigsperiod och nytt världskrig 1918–1945
Vid de allmänna valen i Trieste 1921 segrade en koalition ledd av fascister. Rörelsen hade en stark ställning i staden och även många judar var medlemmar. Det skedde italienisering i Trieste som bland annat tog sig uttryck i att slovener bytte till italienska namn och att gator och torg fick nya namn. Tyskar, slovener och andra nationaliteter lämnade Trieste. På 1930-talet fanns cirka 5 000 väl integrerade judar i staden, men 1938 infördes raslagar i Italien och även judarna började att lämna Trieste.
När Italien kapitulerade till allierade styrkor 1943, svarade Tyskland med att ockupera norra Italien. Man inrättade ett koncentrationsläger för politiska fångar i Trieste, Risiera di San Sabba. Fram till april 1945 hade ca 20 000 personer varit internerade där, varav 3 000–5 000 blivit avrättade. År 1943–1945 deporterades drygt 700 judar från Trieste till Dachau och Auschwitz där de flesta avrättades eller dog av umbäranden. Den 30 april 1945 intog jugoslaviska trupper Trieste. Av stadens 5 000 judar hade de flesta ändå överlevt kriget.

### Fristat 1945–1954
Efter andra världskriget blev Trieste en bricka i spelet i det kalla kriget mellan västmakterna och Sovjetunionen. Staden blev också en källa till konflikt mellan Italien och Jugoslavien. Under kriget hade Italien ockuperat stora delar av Slovenien, men dessa återtogs av regimen i Jugoslavien, och den 30 april 1945 intog jugoslaviska trupper även Trieste. Västmakterna såg med stor oro på detta. Dels stred det mot en överenskommelse man hade med Jugoslaviens ledare, Josip Broz Tito, om att staden med omnejd skulle ställas under en allierad militärstyrelse, dels hade redan kampen mellan västmakterna och Sovjet om makten i Central- och Östeuropa inletts. Titos Jugoslavien var vid tillfället allierat med Sovjet. Efter kraftiga protester från USA och Storbritannien drog sig den jugoslaviska styrkan tillbaka från Trieste i början av juni 1945. Själva staden och området nordväst därom ställdes under brittisk–amerikansk militärförvaltning medan hela halvön Istrien kom att styras av Jugoslavien. Detta var avsett som en tillfällig lösning innan ett permanent avtal hunnit förhandlas fram.
Provisoriet varade fram till 1954. Under åren föreslogs och förkastades olika lösningar, men västmakterna och Sovjet enades i alla fall om att en fristat under FN-kontroll i och omkring Trieste skulle upprättas. Istrien tillföll Jugoslavien. Fristaten blev i praktiken aldrig verklighet, bland annat för att man inte kunde enas om gränserna. Successivt knöts de båda delarna av den tänkta fristaten till Italien respektive Jugoslavien och 1954 (slutgiltigt 1975) bekräftades denna uppdelning formellt.

### Efter 1954
Efter 1950-talet har befolkningsstrukturen ändrats och antalet invånare minskat kraftigt. Vid millennieskiftet hade Trieste en stor andel pensionärer. Födelsetalen var låga i Trieste liksom i övriga Italien. Vid halvårsskiftet 2018 var 203 723 personer bosatta i staden, en nedgång från som mest över 285 000 på 1950-talet. Mångfalden av nationaliteter har också minskat. Andelen slovener har sjunkit till åtta procent, men slovenska språket är ändå juridiskt jämställt med italienska i Trieste. Redan på 1950-talet började judar att emigrera till Israel eller assimileras i den övriga befolkningen. På 1990-talet fanns bara ca 700 judar i staden. Visserligen har det funnits invandring till staden från övriga Italien och från andra länder, bland annat Kina, men utvandringen har varit större.
Trieste har fortsatt att vara en viktig hamnstad med en ny industrihamn i Muggia i söder. Runt sekelskiftet 2000 hade staden Medelhavets femte största hamn med betydande transittrafik till och från Centraleuropa. Industriverksamheten – järn- och stålverk, kemisk industri, skeppsvarv m.m. – har minskat och tjänstesektorn ökat. Finans- och försäkringssektorn är alltjämt  viktig, liksom turismen. Vetenskapsinstitutioner och en forskningsby, en "science park", har skapats.

## Galleri

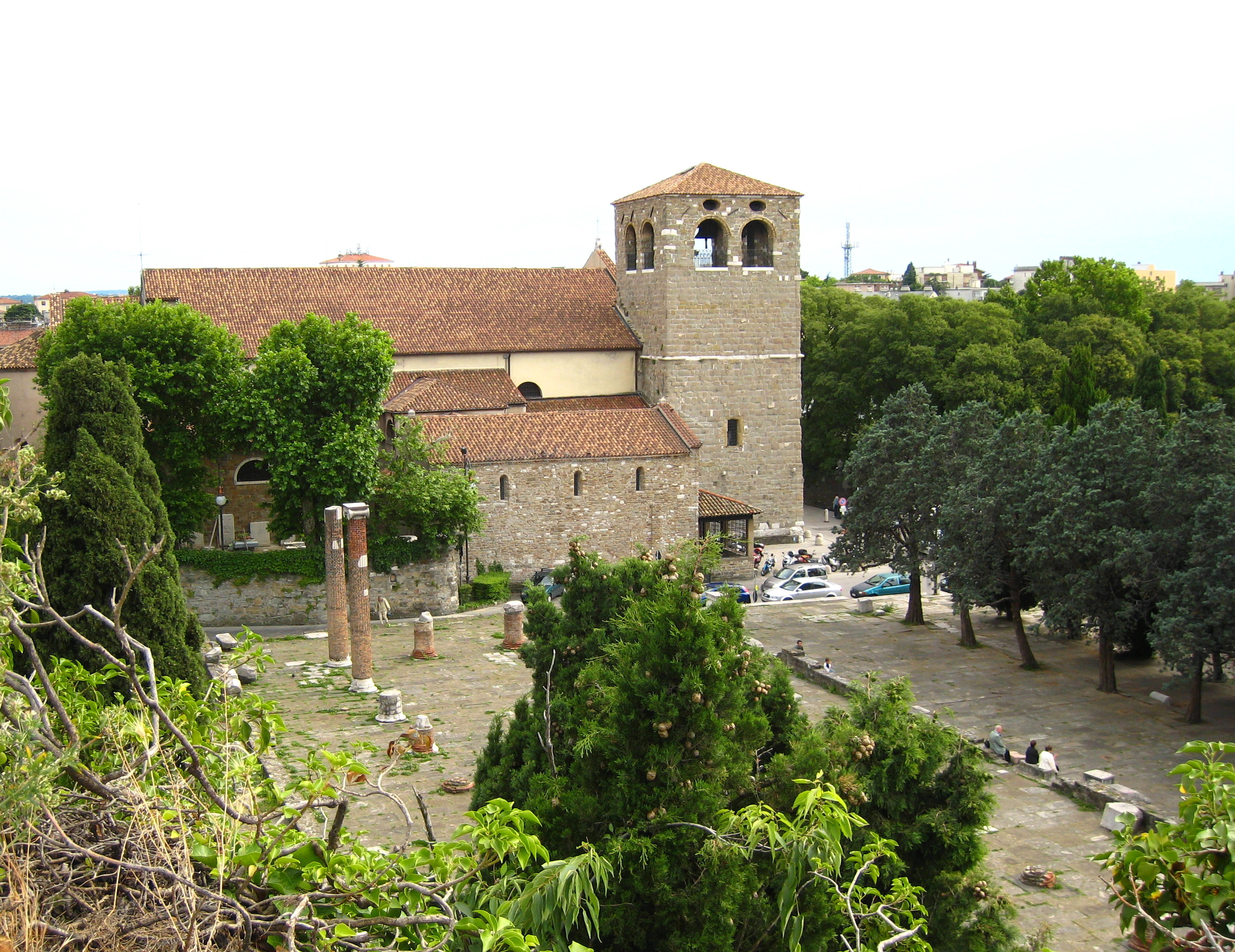
Katedralen San Giusto från 1300-talet. I förgrunden lämningar från romerskt forum
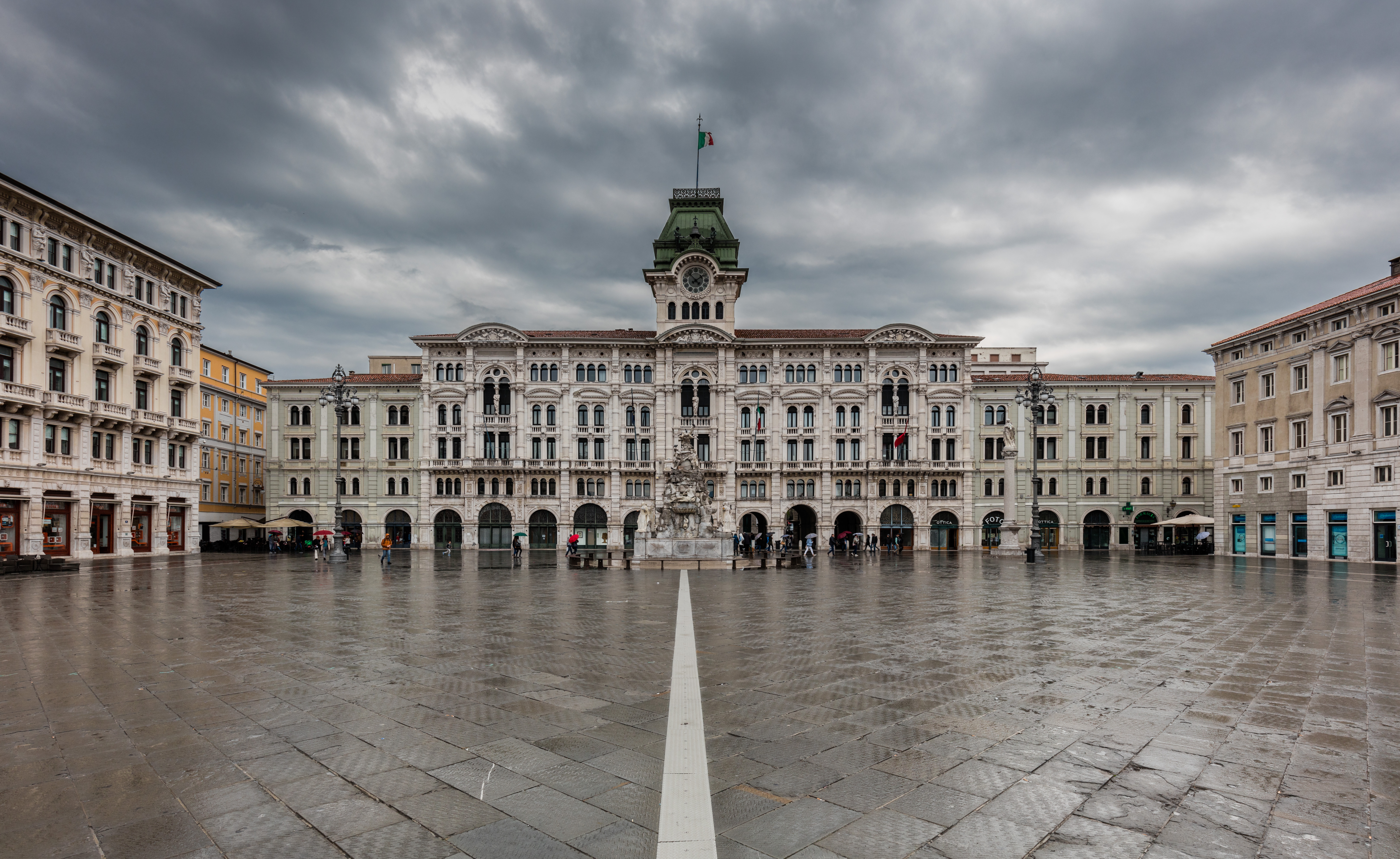
Stadshuset byggt 1875. I förgrunden Piazza Unità, Italiens största torg.
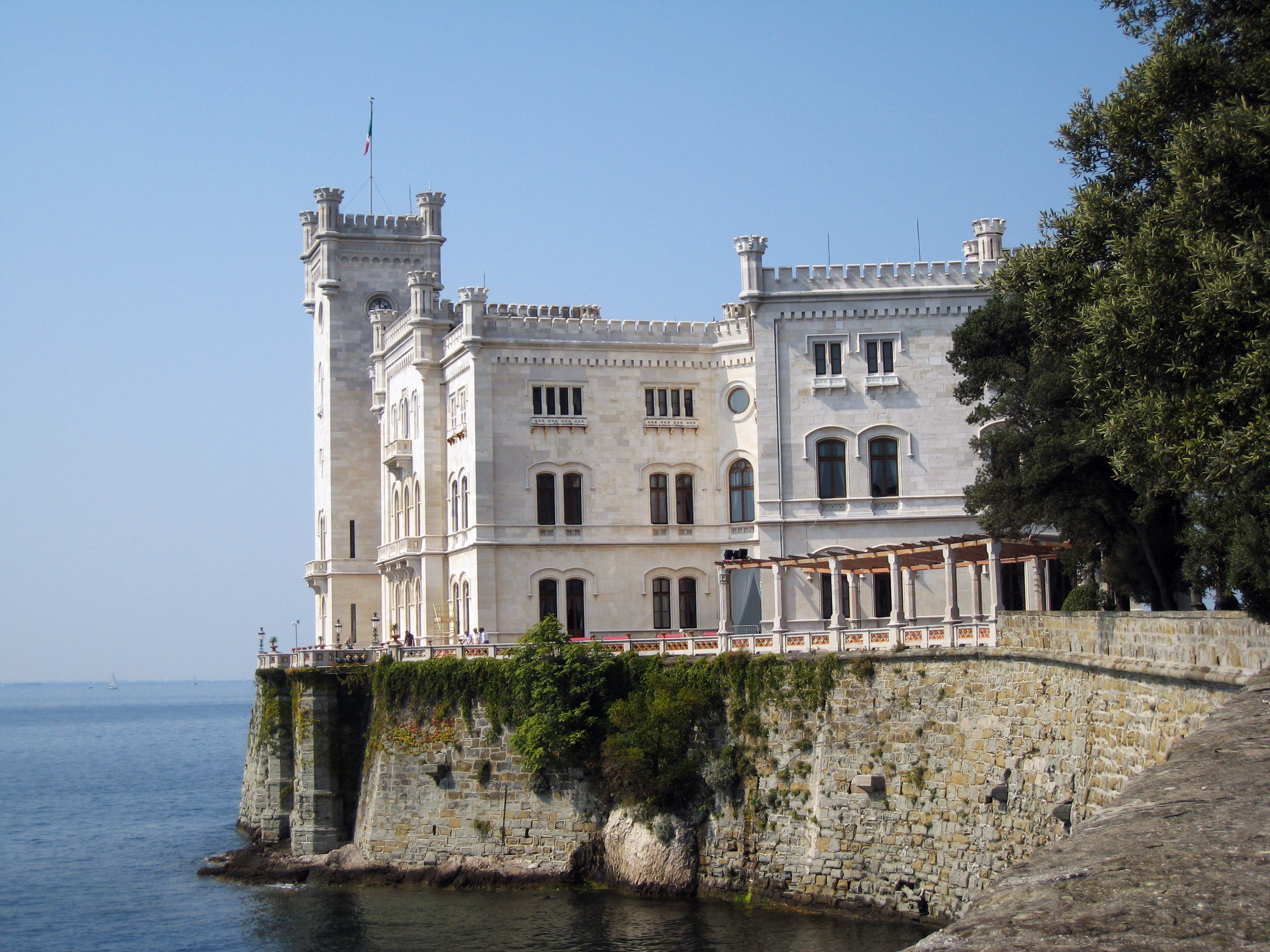
Slottet Miramare byggt 1856–1860
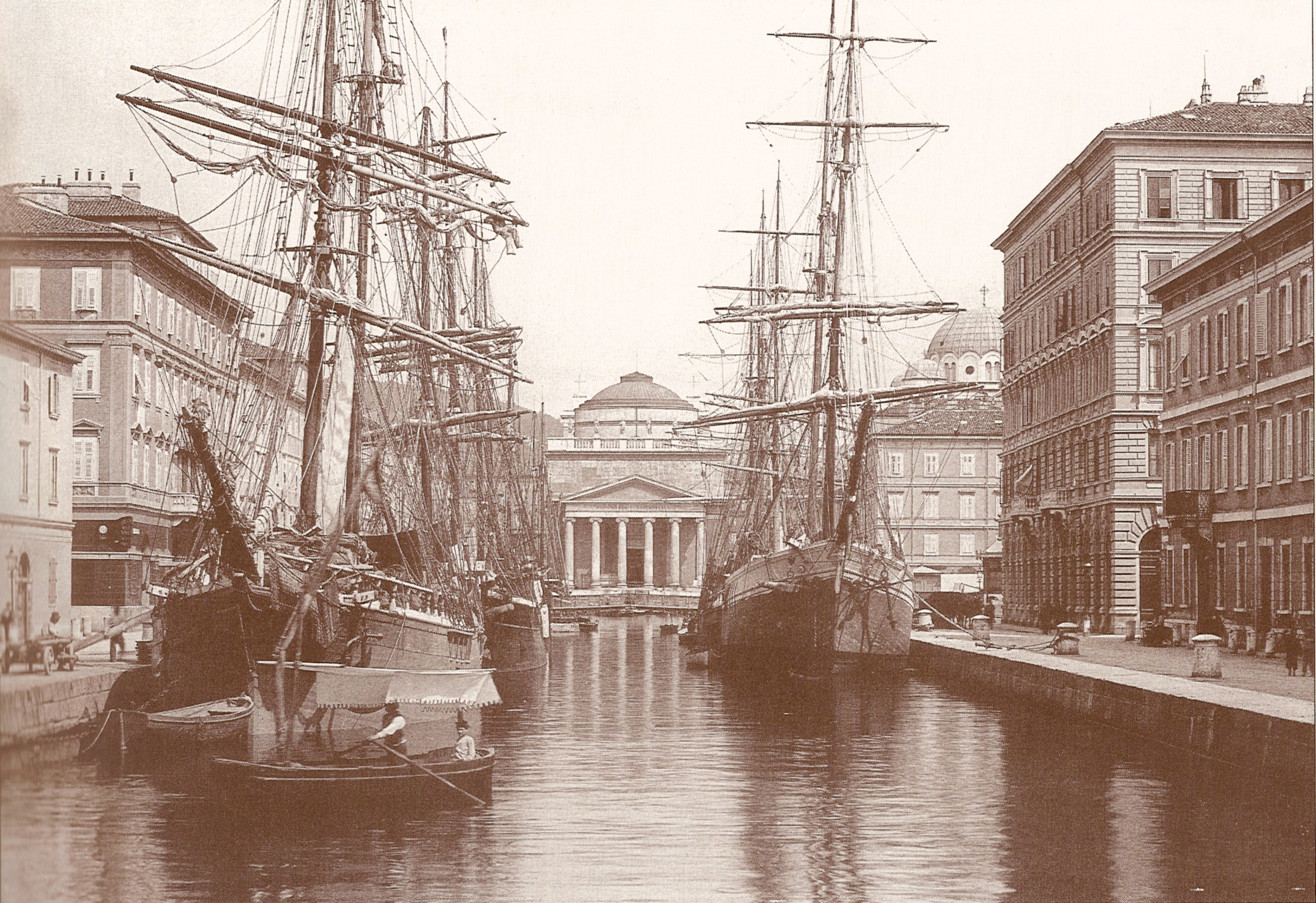
Canal Grande ca 1900. Anlagd vid mitten av 1700-talet som en skyddad hamn
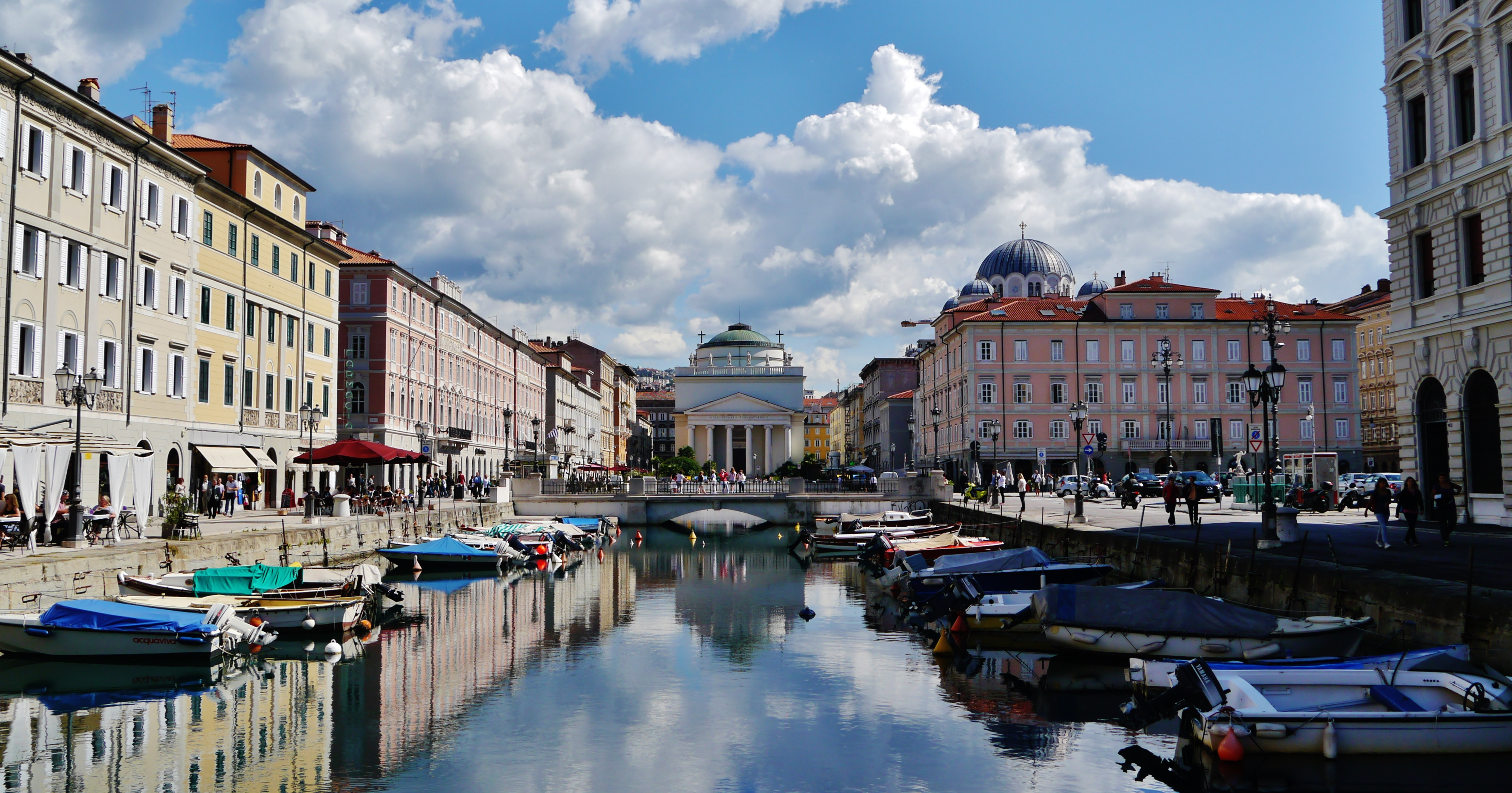
Canal Grande 2005
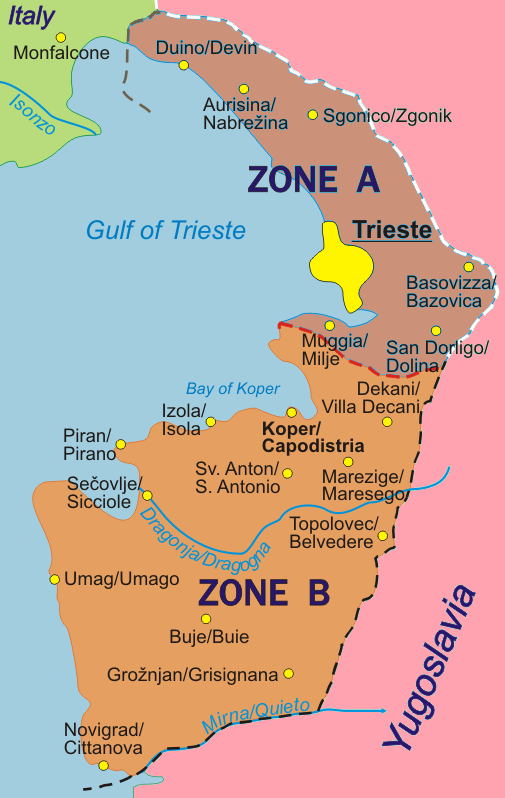
Fristatsområdet 1945–1954. Zon A administrerades av Storbritannien och USA, zon B av Jugoslavien

## Några författare och deras böcker
- James Joyce (1882–1941) bodde i Trieste 1905–1915, där han bland annat arbetade som språklärare. Det var i Trieste som han skrev Dubliners och Portrait of the Artist as a Young Man. Innehållet i böckerna har inget med Trieste att göra, däremot har sentida forskare menat att huvudpersonen i Ulysses, Leonard Bloom, har lånat drag av människor som Joyce träffat i staden. Författaren Italo Svevo var övertygad om att det var han som stått modell för Bloom. Framför allt anses Joyce både i Ulysses och i Finnegan’s Wake ha inspirerats av språket i Trieste, dels den speciella italienska dialekten och dels de många andra språk som talades.[11]
- Susanna Tamaro (1957- ) föddes och växte upp i Trieste. Hon är barnbarn till Italo Svevo. Hennes mest kända roman, Gå dit hjärtat leder dig, utspelas i Trieste. Boken blev en stor publikframgång och har översatts till många språk.
- Rainer Maria Rilke (1875–1926) bodde 1911–1912 på slottet Duino vid Trieste. Det var där han påbörjade arbetet med Duinoelegierna, som anses tillhöra hans främsta verk.[12]
- Claudio Magris (1939– ) föddes och växte upp i Trieste och varit även varit professor i germanistik vid universitetet i staden. Flera av hans romaner och essäsamlingar anknyter till Trieste, framför allt Mirokosmos, som är en längre essäistisk betraktelse såväl över författarens uppväxttrakter som över kafékulturen på Café San Marco i Trieste.[13]
- Italo Svevo, pseudonym för Ettore Schmidt (1861–1928) levde en stor del av sitt liv Trieste. Han undervisades i engelska av James Joyce och denne uppmuntrade också Svevos skrivande. Huvudpersonen i Svevos främsta roman Zenos bekännelser är ett slags antihjälte från Trieste som ständigt fantiserar om ett rikt inre liv, men aldrig försöker förverkliga sina drömmar.[13]
- Umberto Saba (1883–1957) brukar nämnas som Triestes främste poet. Hans dikter, skrivna på ett vardagligt språk, präglades av hans uppväxt i Triestes mångkulturella miljö.[8]
- Boris Pahor (1913–2022), född och uppväxt i Trieste, skriver på slovenska. Hans romaner har handlat om den framväxande fascismen i Trieste och i Italien. Hans mest kända roman, Nekropol, skildrar liv och död i tyska koncentrationsläger. Pahor har nominerats till nobelpriset i litteratur.

## Kuriosa
- Floden Reka i Slovenien, nära gränsen till Trieste, flyter fram över bergsplatån Karst (som gett upphov till det geologiska begreppet karst) när den försvinner ner i marken för att komma i dagen 35 km närmare kusten vid Trieste som floden Timavo. Enligt en tradition seglade Jason och argonauterna från Svarta havet, uppför Donau och vidare under jord på Reka/Timavo till Adriatiska havet.[14]
- Den tyske konsthistorikern Johann Winckelmann blev mördad på sitt hotell i Trieste den 8 juni 1768. Mördaren ville sannolikt komma över några värdefulla medaljer som Winckelmann ägde, men det har också påståtts ha varit ett svartsjukedrama.[15][16][17]
- Författaren och äventyraren Giacomo Casanova besökte Trieste flera gånger, bland annat bodde han där 1772–1774.[18][19]
- Ferdinand Maximilian, ärkehertig av Österrike, lät bygga slottet Miramare 1856–1860 strax väster om Trieste. Han och hans hustru bodde på slottet 1860-1864 innan de flyttade till Mexiko, där han blev kejsare, Maximilian I av Mexiko. Efter tre år i det nya landet blev Maximilian arkebuserad av mexikanska republikaner. Slottet Miramare är en av Triestes största turistattraktioner.[11]
- Den tjugoårige Sigmund Freud bodde en tid i Trieste 1876, sysselsatt med att dissekera ålar. Han var utsänd av universitetet i Wien för att studera ålarnas fortplantningsorgan. (Senare fick Freuds psykoanalytiska teori många anhängare i Trieste, bland andra författarna Italo Svevo och Umberto Saba.)[20]
- Jules Vernes äventyrsroman Mathias Sandorf handlar om nationalistiska strävanden i Österrike-Ungern och tar sin början i Trieste.[21]
- Författaren och ultranationalisten Gabriele d’Annunzio deltog under Första världskriget i flyganfall mot Trieste där han kastade ut flygblad till befolkningen. Efter kriget blev han, just i Trieste, dekorerad med guldmedalj för tapperhet i fält.[22]
- John Berger, brittisk författare och konstteoretiker med anor från Trieste, fick 1972 Bookerpriset för sin roman G. Boken utspelas i början av 1900-talet, delvis i Trieste.[23]